# Vlajkovkovití
Vlajkovkovití jsou nepočetný taxon ostnoploutvých, respektive ropušnicotvárných ryb. Běžně se uvádí jako samostatná čeleď Pataecidae, fylogenetická analýza z roku 2018 vlajkovky umístila mezi odrancovité (Synanceiidae). Eschmeyer's Catalog of Fishes je k červnu 2025 klasifikuje jako podčeleď odranců – Pataecinae.
Vlajkovky jsou nepočetná skupina, existují pouze tři recentní druhy, každý v samostatném rodě: vlajkovka červenavá (Pataecus fronto), vlajkovka jihoaustralská (Neopataecus waterhousii) a vlajkovka skvrnitá (Aetapcus maculatus). Dosahují délky až 30 cm a jejich charakteristickým rysem je hřbetní ploutev táhnoucí se přes celé tělo od hlavy až po ocas. Hřbetní ploutev nese 19–25 trnů a 7–17 měkkých paprsků, řitní ploutev 5–11 trnů a 3–7 měkkých paprsků a prsní ploutve 8 paprsků. Břišní ploutve chybí, stejně tak i šupiny. Na rozdíl od různých jiných ropušnicotvarých vlajkovky také nemají jedové ostny.
Všechny tři druhy se endemitně vyskytují u australského pobřeží. Obývají mělké útesy s porosty houbovců a řas a živí se dravě.